# Yambuku
Yambuku – wieś w Demokratycznej Republice Konga, 1098 km od Kinszasy.
W 1976 roku stwierdzono tu pierwsze przypadki gorączki krwotocznej Ebola.